# 連城錦和站
連城錦和站位於臺灣新北市中和區，當地地名「二八張」，是臺北捷運萬大線（興建中）的捷運車站。

## 車站概要
設於連城路與錦和路口附近，車站編號為LG07。

## 車站構造
地下二層車站，島式月台一座，兩處出入口。

### 車站樓層
| 地面      | 出入口             | 出入口                                     |
| 地下 一樓 | 大廳層             | 車站大廳、詢問處、自動售票機、驗票閘門     |
| 地下 一樓 | 大廳層             |                                            |
| 地下 一樓 | 大廳層             | 洗手間                                     |
| 地下 二樓 | 一月台             | ← 萬大樹林線 往中正紀念堂方向（中和站）    |
| 地下 二樓 | 島式月台，左側開門 |                                            |
| 地下 二樓 | 二月台             | 萬大樹林線 往莒光／迴龍方向（中和高中站）→ |

### 車站出口
| 出入口                      | 圖片 | 位置 |
| --------------------------- | ---- | ---- |
| 出入口1                     |      |      |
| 出入口2                     |      |      |
| 註： 設有電梯 \| 設有手扶梯 |      |      |

## 歷史
- 2012年4月12日：中和區公所召開車站命名會議，會議結論以雙和醫院站、連城錦和站、二八張站為建議名稱，並提報捷運工程局評審小組審議。
- 2015年11月20日：站體動工。
- 2016年2月16日：施工圍籬架設至中和交流道口端(中正路與連城路口)。
- 2017年7月11日：台北市政府捷運工程局發布新聞稿，命名為為雙和醫院站。
- 2020年9月3日: 台北市捷運工程局接獲新北市捷運局提出LG05「永和站」及LG07「雙和醫院站」的更名申請，依「台北市台北都會區大眾捷運系統捷運車站命名更名或車站站名加註名稱作業要點」完成更名作業，永和站、雙和醫院站核定更名為「永和永平國小站」及「連城錦和站」。 [1]。

## 車站周邊
- 雙和醫院
- 新北市立錦和高級中學
- 錦和運動公園
- 中和國民運動中心(錦和運動公園內)
- 國道三號中和交流道
- 二八張溝
- 二八張工業區
- 遠東世紀廣場

## 外部連結
- 臺北大眾捷運股份有限公司 （页面存档备份，存于）
- 臺北市政府捷運工程局 （页面存档备份，存于）